# Puchar Narodów Afryki 1970
Puchar Narodów Afryki 1970 był siódmą edycją tego turnieju. Mecze rozgrywano na boiskach Sudanu. Podobnie jak w roku 1968 w rozgrywkach wzięło udział 8 zespołów, podzielonych na dwie grupy, po cztery drużyny w każdej. W finale gospodarz turnieju - Sudan pokonał zespół z Ghany 1-0 i sięgnął po pierwszy tytuł w rozgrywkach.

## Przebieg turnieju

### Grupa A
Mecze rozgrywano w Chartumie.
| 6 lutego                 |       |                          |
| Kamerun                  | 3 - 2 | Wybrzeże Kości Słoniowej |
| Sudan                    | 3 - 0 | Etiopia                  |
| 8 lutego                 |       |                          |
| Kamerun                  | 3 - 2 | Etiopia                  |
| Wybrzeże Kości Słoniowej | 1 - 0 | Sudan                    |
| 10 lutego                |       |                          |
| Wybrzeże Kości Słoniowej | 6- 1  | Etiopia                  |
| Sudan                    | 2 - 1 | Kamerun                  |

|                          | M | W | R | P | GZ | GS | Pkt |
| ------------------------ | - | - | - | - | -- | -- | --- |
| Wybrzeże Kości Słoniowej | 3 | 2 | 0 | 1 | 9  | 4  | 4   |
| Sudan                    | 3 | 2 | 0 | 1 | 5  | 2  | 4   |
| Kamerun                  | 3 | 2 | 0 | 1 | 7  | 6  | 4   |
| Etiopia                  | 3 | 0 | 0 | 3 | 3  | 12 | 0   |

### Grupa B
Mecze rozgrywano w Wad Madani.
| 7 lutego                      |       |                               |
| Ghana                         | 2 - 0 | Demokratyczna Republika Konga |
| Egipt                         | 4 - 1 | Gwinea                        |
| 9 lutego                      |       |                               |
| Demokratyczna Republika Konga | 2 - 2 | Gwinea                        |
| Egipt                         | 1 - 1 | Ghana                         |
| 11 lutego                     |       |                               |
| Gwinea                        | 1- 1  | Ghana                         |
| Egipt                         | 1 - 0 | Demokratyczna Republika Konga |

|                               | M | W | R | P | GZ | GS | Pkt |
| ----------------------------- | - | - | - | - | -- | -- | --- |
| Egipt                         | 3 | 2 | 1 | 0 | 6  | 2  | 5   |
| Ghana                         | 3 | 1 | 2 | 0 | 4  | 2  | 4   |
| Gwinea                        | 3 | 0 | 2 | 1 | 4  | 7  | 2   |
| Demokratyczna Republika Konga | 3 | 0 | 1 | 2 | 2  | 5  | 1   |

### Półfinały
| 14 lutego                |       |             |
| Chartum                  |       |             |
| Wybrzeże Kości Słoniowej | 1 - 2 | Ghana (a.p) |
| Egipt                    | 1 - 2 | Sudan (a.p) |

### Mecz o trzecie miejsce
| 16 lutego |       |                          |
| Chartum   |       |                          |
| Egipt     | 3 - 1 | Wybrzeże Kości Słoniowej |

### Finał
| 16 lutego |       |       |
| Chartum   |       |       |
| Sudan     | 1 - 0 | Ghana |

| Zwycięzca Pucharu Narodów Afryki 1970 |
| ------------------------------------- |
| Sudan Pierwszy tytuł                  |